# Liste der Monuments historiques in Neuvilly-en-Argonne
Die Liste der Monuments historiques in Neuvilly-en-Argonne führt die Monuments historiques in der französischen Gemeinde Neuvilly-en-Argonne auf.

## Liste der Objekte
| Bezeichnung                        | Beschreibung                                                                                       | Standort                                | Kennzeichnung | Schutzstatus | Datum | Bild |
| ---------------------------------- | -------------------------------------------------------------------------------------------------- | --------------------------------------- | ------------- | ------------ | ----- | ---- |
| Glocke                             | Bronze, 1787 gegossen                                                                              | in der Kirche Sts-Pierre-et-Paul (Lage) | PM55002175    | Inscrit      | 1993  |      |
| Weihrauchfass                      | Kupfer, versilbert, 18. Jahrhundert; im Centre départemental d’art sacré in Saint-Mihiel deponiert | in der Kirche Sts-Pierre-et-Paul (Lage) | PM55001380    | Classé       | 2005  |      |
| Ziborium                           | Silber, vergoldet, 18. Jahrhundert                                                                 | in der Kirche Sts-Pierre-et-Paul (Lage) | PM55001379    | Classé       | 2005  |      |
| Schnitzarbeiten des Orgelprospekts | Eichenholz, 17. und 18. Jahrhundert; im Prospekt von 1927 wiederverwendet                          | in der Kirche Sts-Pierre-et-Paul (Lage) | PM55002678    | Inscrit      | 2004  |      |
| Altarkreuz                         | Silber, vergoldet, 1875                                                                            | in der Kirche Sts-Pierre-et-Paul (Lage) | PM55001043    | Classé       | 1994  |      |